# Lubotény
Lubotény (szlovákul: Ľubotín) község Szlovákiában, az Eperjesi kerület Ólublói járásában.

## Fekvése
Ólublótól 23 km-re keletre, a Lubotinka-patak partján, a lengyel határ közelében fekszik.

## Története
1330-ban „Lubotin” néven említik először, ekkor említik István nevű papját is. Birtokosai kezdetben Rikolf és fia, valamint a szepesi káptalan voltak. Később egy része Tarkő várának uradalmához tartozott. Temploma a 14. század elején épült. 1349-ben a német jog alapján új telepesek érkeztek a faluba. 1427-ben 17 porta után adózott. Később lakói részben elköltöztek, részben maradtak és zsellérek lettek. A 16. század közepéig soltészok igazgatták a települést. 1600-ban 12 jobbágytelek, malom, iskola, templom és plébánia is volt a faluban. A közepes nagyságú falvak közé számított. 1787-ben 59 házában 473 lakosa élt.
A 18. század végén Vályi András így ír róla: „LUBOTINY. Orosz falu Sáros Várm. Földes Urai Szirmay, és Dezsőfi Uraságok, lakosai többnyire ó hitűek, fekszik Palocsához, nem meszsze, határja közép termékenységű, legelője, erdeje vagyon, keresettye a’ Palocsai só háznál, és Poprád vizén.”
1828-ban 75 házában 575 lakos élt. Lakói mezőgazdasággal, állattartással, fuvarozással, gabonakereskedelemmel foglalkoztak.
Fényes Elek 1851-ben kiadott geográfiai szótárában így ír a faluról: „Lubortin, tót falu, Sáros vmegyében, Palocsához 1/4 mfld., közel a Poprádhoz: 430 r., 74 g. kath., 4 ref., 24 zsidó lak. Kath. paroch. templom. Szép erdő. Fürészmalom. Raktár is Poprádon vitetni szokott portékákra. F. u. a Dessewfy nemzetség.”
1873-ban elérte az eperjes-orlói vasútvonal. A trianoni diktátum előtt Sáros vármegye Héthársi járásához tartozott.

## Népessége
| Év:            | 1994. | 2004.   | 2014.   | 2024.   |
| -------------- | ----- | ------- | ------- | ------- |
| Emberek száma: | 1286  | 1338    | 1362    | 1308    |
| Eltérés:       |       | +4,04 % | +1,79 % | -3,96 % |

| Év:            | 2023. | 2024.   |
| -------------- | ----- | ------- |
| Emberek száma: | 1315  | 1308    |
| Eltérés:       |       | -0,53 % |

1910-ben 626-an, többségében szlovákok lakták, jelentős magyar kisebbséggel.
2001-ben 1319 lakosából 1225 szlovák és 78 cigány volt.
2011-ben 1368 lakosából 1208 szlovák és 63 cigány.

## Neves személyek
- Itt született 1840-ben Hodossy Imre országgyűlési képviselő.
- Itt született 1907-ben Boda Gábor magyar ötvös és szobrász.
- Itt született 1928. április 1-én Komán Mihály labdarúgó.

## Nevezetességei
- Római katolikus templomát Szűz Mária tiszteletére szentelték.